# 五氢化铁
五氢化铁（化学式：FeH5）是铁和氢的超氢化物，在高压下稳定。它包含未键合到较小分子簇中的氢原子，是潜在的超导体，有研究价值。氢原子对不键合在一起形成分子。FeH5是通过在金刚石砧室中用氢气将铁薄片压缩至130GPa的压力并加热到1500K以下而制成的。当减压至66 GPa时，会分解成固体FeH3和氢气。五氢化铁的晶胞是四边形的。